# Andre Kurniawan Tedjono
Andre Kurniawan Tedjono (* 7. Dezember 1986 in Magelang) ist ein indonesischer Badmintonspieler.

## Karriere
Andre Kurniawan Tedjono gewann 2003 und 2005 die indonesischen Einzelmeisterschaften. 2007 siegte er bei den New Zealand Open einmal mehr im Herreneinzel, seiner Stammdisziplin. Ein Jahr später war er beim  Volant d’Or de Toulouse und den Dutch Open erfolgreich, 2010 gewann er die Austrian International.

## Erfolge
| Saison | Veranstaltung                      | Disziplin    | Platz | Name                    |
| ------ | ---------------------------------- | ------------ | ----- | ----------------------- |
| 2002   | Indonesische Juniorenmeisterschaft | Herreneinzel | 1     | Andre Kurniawan Tedjono |
| 2003   | Indonesische Meisterschaft         | Herreneinzel | 1     | Andre Kurniawan Tedjono |
| 2004   | Indonesische Juniorenmeisterschaft | Herreneinzel | 1     | Andre Kurniawan Tedjono |
| 2004   | PON XVI                            | Herrenteam   | 3     | Jawa Tengah             |
| 2005   | Indonesische Meisterschaft         | Herreneinzel | 1     | Andre Kurniawan Tedjono |
| 2006   | Brazil International               | Herreneinzel | 1     | Andre Kurniawan Tedjono |
| 2007   | New Zealand Open                   | Herreneinzel | 1     | Andre Kurniawan Tedjono |
| 2008   | Indonesia International            | Herreneinzel | 1     | Andre Kurniawan Tedjono |
| 2008   | Volant d’Or de Toulouse            | Herreneinzel | 1     | Andre Kurniawan Tedjono |
| 2008   | Dutch Open                         | Herreneinzel | 1     | Andre Kurniawan Tedjono |
| 2010   | Austrian International             | Herreneinzel | 1     | Andre Kurniawan Tedjono |
| 2011   | Swiss International                | Herreneinzel | 1     | Andre Kurniawan Tedjono |
| 2012   | Dutch International                | Herreneinzel | 1     | Andre Kurniawan Tedjono |
| 2012   | Belgian International              | Herreneinzel | 1     | Andre Kurniawan Tedjono |